# Jesper Jäger
Jesper Jäger, född 28 september 1971 i Umeå, är en svensk före detta ishockeyspelare. Bortsett från säsonger i Borås, Hanhals IF, Timrå IK och Aalborg 1991–2006 har han även avverkat 12 säsonger i moderklubben IF Björklöven.
Totalt spelade Jäger 555 matcher och gjorde 243 poäng. Det blev 7 säsonger i Division 1 (f.d. Allsvenskan), 3 säsonger i Elitserien där 2 av dem var med moderklubben IF Björklöven och sista säsongen av karriären i Danmark. Jäger spelade back, men gick gärna på offensiva utflykter. Under sin tid i IF Björklöven har han bara spelat med nummer 95 på tröjan.
Han är gift med den f.d. fotbollslandslags- och UIK-mittfältaren Malin Moström.

## Karriär
Han inledde som 20-åring i IF Björklöven, därefter har han spelat i:
- Aalborg BK (Säsongen 2006) 8 poäng på 14 matcher.
- Borås HC (Säsongen 1992–1993) 3 poäng på 32 matcher.
- Hanhals IF (Säsongen 1993–1994)  5 poäng på 30 matcher.
- IF Björklöven (Säsongerna 1991–1992, 1994–1995, 1995–1996, 1996–1997, 1997–1998, 1999–2000, 2000–2001, 2001–2002, 2002–2003, 2004–2005 och 2005–2006): Första säsongen (Division 1) noterades Jäger för 6 poäng på 18 matcher. Andra säsongen (Division 1) blev det 14 poäng på 30 matcher. Tredje säsongen (Division 1) blev det 24 poäng på 36 matcher. Fjärde säsongen (Division 1) blev det 17 poäng på 31 matcher. Femte säsongen (Division 1) blev det 20 poäng på 26 matcher. Sjätte säsongen (i Elitserien) blev det 4 poäng på 46 matcher. Sjunde säsongen (i Allsvenskan) blev det 7 poäng på 30 matcher. Åttonde säsongen (i Elitserien) blev det 9 poäng på 46 matcher. Nionde säsongen (i Allsvenskan) blev det 33 poäng på 46 matcher. Tionde säsongen blev det 46 poäng på 40 matcher. Elfte säsongen blev det 23 poäng på 40 matcher. Tolfte och sista säsongen (Allsvenskan) i Umeå-laget blev det 20 poäng på 42 matcher.
- Timrå IK 7 poäng på 48 matcher.